# Беннион, Фред
Фред У. Беннион (29 сентября 1884 — 18 января 1960) был игроком в американский футбол и тренером по американскому футболу, баскетболу и бейсболу. Он являлся главным футбольным тренером в Университете Юты с 1910 по 1913 год и в Сельскохозяйственном колледже штата Монтана — ныне Университет штата Монтана — с 1914 по 1917 год, установив рекорд в студенческом футболе — 27 побед, 15 поражений и 8 ничьих. Беннион также был главным тренером по баскетболу в Университете имени Бригама Янга (BYU) с 1908 по 1910 год, в Университете Юты с 1911 по 1914 год и в Сельскохозяйственном университете Монтаны с 1914 по 1919 год. За свою карьеру в баскетболе в колледже он одержал 96 побед при 31 поражении. Кроме того, с 1909 по 1912 год он являлся главным тренером бейсбольной команды Университета имени Бригама Янга, установив рекорд 11–10.
Уроженец Мюррея, штат Юта, Беннион был выпускником Пенсильванского университета и Университета Юты. Он также изучал сельское хозяйство в Университете штата Монтана. После тренерской карьеры он работал сельскохозяйственным агентом в округе Уматилла, штат Орегон и штате Монтана в 1920-х годах. Позже он стал директором Ассоциации налогоплательщиков Монтаны. С 1946 по 1955 год Беннион был исполнительным директором Совета по расходам Пуэбло в Колорадо в Денвере. Он умер 18 января 1960 года в своём доме в Денвере после непродолжительной болезни.

## Послужной список
| Год                                                     | Команда                                              | Всего                                                | Конференция                                          | Место                                                | Кубок/плей-офф                                       |
| Юты Ютес (Конференция в Скалистых Горах) (1910–1913)    | Юты Ютес (Конференция в Скалистых Горах) (1910–1913) | Юты Ютес (Конференция в Скалистых Горах) (1910–1913) | Юты Ютес (Конференция в Скалистых Горах) (1910–1913) | Юты Ютес (Конференция в Скалистых Горах) (1910–1913) | Юты Ютес (Конференция в Скалистых Горах) (1910–1913) |
| ------------------------------------------------------- | ---------------------------------------------------- | ---------------------------------------------------- | ---------------------------------------------------- | ---------------------------------------------------- | ---------------------------------------------------- |
| 1910                                                    | Юта                                                  | 4–2                                                  | 2–2                                                  | Т–3-й                                                |                                                      |
| 1911                                                    | Юта                                                  | 5–1–1                                                | 3–1–1                                                | Т–2-й                                                |                                                      |
| 1912                                                    | Юта                                                  | 5–1–1                                                | 4–1                                                  | 2 - й                                                |                                                      |
| 1913                                                    | Юта                                                  | 2–4–1                                                | 1–2                                                  | 5 - й                                                |                                                      |
| Юта:                                                    | Юта:                                                 | 16–8–3                                               | 0–6                                                  |                                                      |                                                      |
| Монтана A&M / Монтана Бобкэтс (независимые) (1914–1916) |                                                      |                                                      |                                                      |                                                      |                                                      |
| 1914                                                    | Montana A&M                                          | 5–1                                                  |                                                      |                                                      |                                                      |
| 1915                                                    | Montana A&M                                          | 4–2–1                                                |                                                      |                                                      |                                                      |
| 1916                                                    | Монтана Стэйт Бобкэтс                                | 2–2–2                                                |                                                      |                                                      |                                                      |
| Монтана Бобкэтс (Конференция в Скалистых Горах) (1917)  |                                                      |                                                      |                                                      |                                                      |                                                      |
| 1917                                                    | Монтана Стэйт Бобкэтс                                | 0–2–2                                                |                                                      |                                                      |                                                      |
| Университет Монтаны A&M / Штат Монтана:                 | Университет Монтаны A&M / Штат Монтана:              | 11–7–5                                               |                                                      |                                                      |                                                      |
| Итого:                                                  | Итого:                                               | 27–15–8                                              |                                                      |                                                      |                                                      |

## Внешние ссылки
- На Викискладе есть медиафайлы по теме https://commons.wikimedia.org/wiki/Category:Fred_Bennion